# Lois noahides

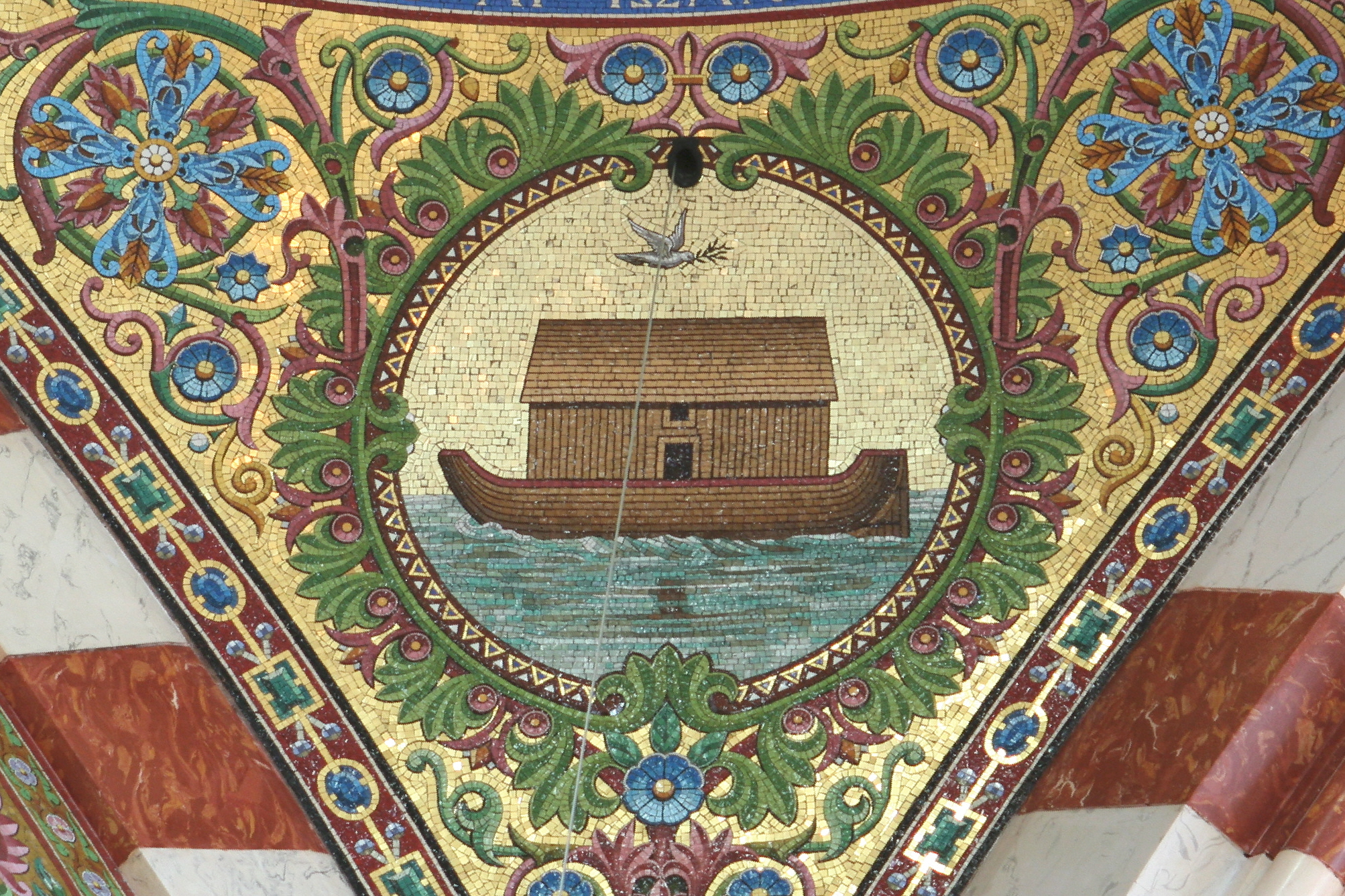
L'Arche de Noé, mosaïque de la basilique Notre-Dame-de-la-Garde, Marseille.

Les Lois noahides, ou Sept Lois des fils de Noé (hébreu : שבע מצוות בני נח - Sheva mitzvot B'nei Noa'h), parfois appelées lois noachiques, sont une liste de sept impératifs moraux qui auraient été donnés, d'après la tradition juive, par Dieu à Noé comme une alliance éternelle avec toute l'humanité.
Les non-juifs qui les respectent peuvent recevoir une « part du monde à venir » en tant que Tsaddikim (« Justes »).

## Judaïsme intertestamentaire
Au chapitre VII du Livre des Jubilés, verset 21, Noé « prescrit à ses enfants d'accomplir la justice, de couvrir la honte de leur corps, de bénir leur Créateur, d'honorer père et mère, d'aimer chacun son prochain, de se garder de la fornication, de l'impureté et de toute violence. » Les éditeurs des Écrits intertestamentaires (Pléiade) précisent (note 20) : « la notion de commandements noahides est commune à l'essénisme et au pharisaïsme, mais leur nombre et leur liste paraissent avoir varié. »

## Judaïsme rabbinique
La tradition juive actuelle, qui se base notamment sur Gen. 2, 24; 9, 4-6 et Lv. 17-18; 24, 16, se lit principalement dans une baraitha (IIe siècle de notre ère) du Talmud de Babylone (Sanhédrin 56a), à laquelle fait allusion aussi la Tosefta (Avoda Zara, IX). Elle énumère les commandements suivants.
Les sept lois noahides sont les suivantes :
- l'interdiction du meurtre (respecter la vie humaine) ;
- l'interdiction de l'idolâtrie (croire en un Dieu unique et rejeter le polythéisme) ;
- l'interdiction du blasphème (ne pas maudire ou insulter Dieu) ;
- l'interdiction du vol (respecter la propriété d'autrui) ;
- l'interdiction des relations sexuelles avec des proches parents (ne pas pratiquer l'inceste ou d'autres unions immorales) ;
- Interdiction de consommer un membre arraché à un animal vivant (éviter la cruauté envers les animaux) ;
- le devoir d'installer un système légal en vue de faire respecter ces lois.

Selon le judaïsme, tout non-Juif vivant en accord avec ces sept lois est considéré comme un Gentil Vertueux et a, par l'observance de ces lois, sa part au monde à venir. 
Les lois noahides sont, selon la tradition rabbinique, précédées par les Six Lois d'Adam, données à Adam par Dieu dans le jardin d'Éden. Lors de la révélation sur le Sinaï, les sept lois sont suivies des Dix Commandements. Les 613 mitzvot contenues dans la Torah écrite et leurs élaborations dans la Torah orale (bien que ce nombre de 613 remonte probablement lui-même à un enseignement rabbinique), n'ont de caractère obligatoire que pour les seuls Juifs, ayant hérité des obligations de leurs ancêtres, qui reçurent ce « joug des commandements » de leur plein gré.
Les lois noahides se retrouvent dans les 613 commandements talmudiques, et même le décalogue, pour les interdictions du blasphème, de l'idolâtrie, du meurtre et du vol.

## Christianisme primitif
Dans les Actes des Apôtres, Luc raconte que, lors du concile de Jérusalem, sous la présidence de Jacques le Juste et en présence de Pierre, on convient d'imposer aux païens qui se convertissent en la foi en Jésus-Christ (qui ne s'appelait pas encore le christianisme) des obligations dont il donne à trois reprises la liste (Ac. 15, 20.29; 21, 25) :
- s'abstenir des viandes immolées aux idoles (comparer la troisième loi noahide : interdiction de l'idolatrie) ;
- s'abstenir de l'impudicité (comparer la quatrième loi noahide : interdiction des unions illicites, c'est-à-dire les relations hors mariage et l'inceste) ;
- s'abstenir des animaux étouffés, c'est-à-dire des viandes non saignées (comparer la dernière loi noahide, dont la formulation rabbinique, toutefois, ne correspond pas exactement : interdiction d’arracher un membre d'un animal vivant) ;
- s'abstenir du sang (comparer la cinquième loi noahide ; interdiction de l'assassinat).

La Première épître aux Corinthiens ferait allusion aux deux premières (I Co. 5, 1 : allusion à l'interdit de l'inceste ; I Co. 8, 1ss : allusion à l’interdit des viandes offertes aux idoles), mais aussi à la première loi noahide (devoir d'installer un système judiciaire, v. I Co. 6, 1-10) et à la sixième (interdiction du vol, v. I Co. 6, 10) ; quant à la deuxième (interdiction de blasphémer), elle pourrait être évoquée dans d'autres passages pauliniens, comme l'épître aux Romains, 2, 24.